# Saint-Martin-au-Bosc
Saint-Martin-au-Bosc is een gemeente in het Franse departement Seine-Maritime (regio Normandië) en telt 160 inwoners (2004). De plaats maakt deel uit van het arrondissement Dieppe.

## Geografie
De oppervlakte van Saint-Martin-au-Bosc bedraagt 7,1 km², de bevolkingsdichtheid is 22,5 inwoners per km².
De onderstaande kaart toont de ligging van Saint-Martin-au-Bosc met de belangrijkste infrastructuur en aangrenzende gemeenten.

## Demografie
Onderstaande figuur toont het verloop van het inwonertal (bron: INSEE-tellingen).